# MAEL
MAEL (англ. Maelstrom spermatogenic transposon silencer) – білок, який кодується однойменним геном, розташованим у людей на 1-й хромосомі. Довжина поліпептидного ланцюга білка становить 434 амінокислот, а молекулярна маса — 49 219.
| 10         |  | 20         |  | 30         |  | 40         |  | 50         |
| ---------- |  | ---------- |  | ---------- |  | ---------- |  | ---------- |
| MPNRKASRNA |  | YYFFVQEKIP |  | ELRRRGLPVA |  | RVADAIPYCS |  | SDWALLREEE |
| KEKYAEMARE |  | WRAAQGKDPG |  | PSEKQKPVFT |  | PLRRPGMLVP |  | KQNVSPPDMS |
| ALSLKGDQAL |  | LGGIFYFLNI |  | FSHGELPPHC |  | EQRFLPCEIG |  | CVKYSLQEGI |
| MADFHSFINP |  | GEIPRGFRFH |  | CQAASDSSHK |  | IPISNFERGH |  | NQATVLQNLY |
| RFIHPNPGNW |  | PPIYCKSDDR |  | TRVNWCLKHM |  | AKASEIRQDL |  | QLLTVEDLVV |
| GIYQQKFLKE |  | PSKTWIRSLL |  | DVAMWDYSSN |  | TRCKWHEEND |  | ILFCALAVCK |
| KIAYCISNSL |  | ATLFGIQLTE |  | AHVPLQDYEA |  | SNSVTPKMVV |  | LDAGRYQKLR |
| VGSSGFSHFN |  | SSNEEQRSNT |  | PIGDYPSRAK |  | ISGQNSSVRG |  | RGITRLLESI |
| SNSSSNIHKF |  | SNCDTSLSPY |  | MSQKDGYKSF |  | SSLS       |  |            |

A: Аланін

C: Цистеїн

D: Аспарагінова кислота

E: Глутамінова кислота

F: Фенілаланін

G: Гліцин

H: Гістидин

I: Ізолейцин

K: Лізин

L: Лейцин

M: Метіонін

N: Аспарагін

P: Пролін

Q: Глутамін

R: Аргінін

S: Серин

T: Треонін

V: Валін

W: Триптофан

Кодований геном білок за функцією належить до білків розвитку. 
Задіяний у таких біологічних процесах, як диференціація клітин, сперматогенез, РНК-залежне заглушення генів, мейоз, альтернативний сплайсинг. 
Білок має сайт для зв'язування з ДНК. 
Локалізований у цитоплазмі, ядрі.